# Sakda Joemdee
Sakda Joemdee (en tailandés: ศักดา เจิมดี; provincia de Rayong, Tailandia; 7 de abril de 1982) es un exfutbolista de Tailandia naturalizado de Vietnam que jugaba en la posición de centrocampista.

## Carrera

### Club
| Periodo   | Club                     | Apariciones | Goles |
| --------- | ------------------------ | ----------- | ----- |
| 2000-2002 | Osotsapa FC              | 55          | 2     |
| 2003      | Hoàng Anh Gia Lai FC     | 18          | 0     |
| 2004      | Persibat Batang          | 28          | 1     |
| 2006–2014 | Hoàng Anh Gia Lai FC     | 192         | 6     |
| 2015–2017 | Super Power Samut Prakan | 44          | 0     |
| 2017      | Kopoon Warrior FC        | 2           | 0     |
| 2017      | Udon Thani FC            | 6           | 0     |

### Selección nacional
Jugó para Tailandia en 22 ocasiones de 2002 a 2004 y anotó dos goles; ganó dos ediciones de los Juegos del Sudeste Asiático y la Copa Tigre 2002, participó en los Juegos Asiáticos de 2002 y en la Copa Asiática 2004.

## Logros

### Club
- Copa Kor Royal (1): 2001
- Queen's Cup (1): 2002
- V.League 1 (1): 2003
- Supercopa de Vietnam (1): 2003

### Selección nacional
- Juegos del Sudeste Asiático (2): 2003, 2005
- Campeonato de la AFF (1): 2002

## Estadísticas

### Goles con selección nacional
| #  | Fecha      | Sede               | Rival      | Resultado      | Torneo          |
| -- | ---------- | ------------------ | ---------- | -------------- | --------------- |
| 1. | 27-12-2002 | Yakarta, Indonesia | Vietnam    | 4-0            | Copa Tigre 2002 |
| 2. | 2-12-2004  | Bangkok, Tailandia | Eslovaquia | 1-1 (4-5 pen.) | 2004 King's Cup |